# Остафий Дворянинец
Остафий (Евстафий) Дворянинец (? — ум. 1346 г.) — новгородский боярин, постоянный представитель в новгородском тысяцком и посадничестве от Плотницкого конца.

## Биография
В 1326-1327 годах занимал должность тысяцкого. Один из членов новгородской делегации, подписавших в 1326 году Новгородско-норвежский договор «о вечном мире». Отстранён от должности в результате городского восстания, в ходе которого его двор был разграблен и сожжён. Вторично был избран в тысяцкие в 1331 году и состоял в этой должности до 1335 года. Один из инициаторов начала строительства каменных укреплений на Торговой стороне Великого Новгорода. Стал первым тысяцким, избранным в посадники.
Первое посадничество датируется 1340-1341 годами. Его начало было ознаменовано политически значимой акцией — изгнанием из Торжка сборщиков дани великого князя Семёна Ивановича. Повторно был избран в посадники в 1344 году. На следующий год при нём была поновлена кровля в церкви Святого Георгия в Юрьеве монастыре, но уже спустя некоторое время новгородское вече «отъяша посадничьство от Остафья Дворянинца и даша посадничьство Матфею Валъфромеевичю; Божиею благодатью не бысть междю ими лиха…».
В том же году выступил против великого князя Литовского Евнута Гедиминовича, изгнанного с престола братом Ольгердом и бежавшего через Новгород в Москву. Эти события вызвали крупные волнения в городе и повлекли за собой вторжение войска князя Ольгерда Гедиминовича в пределы Новгородской земли. Новгородская первая летопись рассказывает, что в 1346 году великий князь литовский Ольгерд пришёл с войском к Новгороду, заявляя: «лаял ми посадник ваш Остафей Дворянинец, назвал мя псом». Тогда новгородцы, желая помириться с Ольгердом, убили на вече Остафия Дворянинцева, который своей бранью вызвал поход Ольгерда, после чего был заключён мир. Результатом этого похода стало разграбление нескольких приграничных новгородских волостей. Вину за литовское вторжение новгородцы возложили на боярина и на вече расправились с ним.
Имел брата Александра, также избиравшегося на должность посадника, и сына Варфоломея.
От Остафия ведет свое происхождение новгородский посаднический род Остафьевых. 